# Amilcare I
Amilcare I (... – Imera, 480 a.C.) è stato un condottiero cartaginese, re di Cartagine.
Stando a Erodoto (7, 165-166), "era cartaginese per parte di padre e siracusano per parte di madre".
Amilcare stipulò un trattato di alleanza con Roma nel 509 a.C.: i Romani riconoscevano gli interessi dei Cartaginesi in Sicilia e Sardegna e si impegnavano a non interferire nei loro affari; i Cartaginesi riconoscevano gli interessi di Roma sulla penisola e promettevano di intervenire in caso di attacco nemico.
Verso la fine del V secolo a.C. Cartagine aveva conquistato le colonie fenicie di Hadrumetum, Utica e Kerkouane, aveva assoggettato molte tribù libiche e aveva preso il controllo della costa africana dalla Tripolitania fino alla Mauritania.

## Prima guerra di Sicilia
Nel 500 a.C. i domini cartaginesi in Sicilia erano Mothia, Panormo e Solunto. Nel 490 a.C. i Cartaginesi avevano firmato trattati con Selinunte, Himera e Zankle.
Nel 485 a.C. Gelone, tiranno di Siracusa, con l'aiuto di altre città greche, iniziò una guerra per unificare la Sicilia. Quando Terone, tiranno di Agrigento, depose Terillo, tiranno di Himera, Cartagine intervenne su richiesta del tiranno di Rhegion.
I Cartaginesi erano forti dell'alleanza con la Persia e grazie agli aiuti dall'Oriente misero insieme un esercito, secondo Erodoto composto da 300.000 uomini. A capo fu messo il generale Amilcare. Dopo tre anni di preparativi la flotta era pronta.
Nel 480 a.C. il governo di Cartagine decise di inviare un esercito in Sicilia per contrastare le mire espansionistiche di Gelone.
Amilcare si trovò subito svantaggiato. Durante il viaggio verso l'isola, i suoi uomini furono decimati da una lunga serie di malattie, che indebolirono le forze cartaginesi. Dopo lo sbarco a Palermo, Gelone sconfisse i nemici nella battaglia di Imera, in cui Amilcare trovò la morte a causa delle ferite o per suicidio suggerito dalla vergogna. Cartagine firmò la pace e si impegnò a versare 2000 talenti d'argento come riparazione di guerra, ma non perse alcun territorio.
Amilcare I regnò per circa trenta anni (510 a.C.-480 a.C.). Il suo successore fu Annone II.

## Conseguenze
La sconfitta di Imera indebolì il potere monarchico a vantaggio del Senato, del Tribunale dei 104 e dei suffeti, trasformando lo stato in una repubblica di fatto.
I traffici commerciali col Vicino Oriente furono tagliati dai Greci in Sicilia e in Magna Grecia. Cartagine allora si concentrò sul commercio navale con l'occidente e nel commercio carovaniero con l'oriente.
Giscone, figlio di Amilcare, fu esiliato.